# Csehi Zoltán (jogász)
Csehi Zoltán (1965 –)  magyar jogász, egyetemi tanár, 2021. október 7-től az Európai Unió Bíróságának magyar bírája.

## Életpályája
1990-ben szerzett jogi diplomát, 1991-ben  Master of Laws fokozatot a Heidelbergi Egyetemen, majd 1992-ben művészettörténészi diplomát az Eötvös Loránd Tudományegyetemen. 2004-ben lett a jogtudományok doktora.
1995 és 2016 között ügyvédként praktizált. Eközben  az Eötvös Loránd Tudományegyetemen 1991 és 2005 között tanársegéd, 2005-től  docens. 2007 és 2013 között a Kereskedelmi Jogi Tanszék vezetője, majd a Magánjogi és Kereskedelmi Jogi Tanszék vezetője. 2013 és 2016 között egyetemi tanár volt a budapesti Pázmány Péter Katolikus Egyetemen, továbbá  vendégoktató a Lyoni Katolikus Egyetemen.
2004 és 2016 között választottbíró volt a magyar Pénz és Tőkepiaci Állandó Választottbíróságon, valamint eseti választottbíró. 2016. április 13-től 2021. október 7-ig a Törvényszék bírája volt. 2021. október 7-től  Csehi Zoltánt, mint a magyar kormány jelöltjét, kinevezték  az Európai Unió Bíróságának magyar bírájává.
A kinevezés hat évre szól.

## Írásai (válogatás)
- ptk2013.hu